# Kon Artis
Kon Artis, pseudonimo di Denaun Porter (Detroit, 7 dicembre 1974), è un rapper e produttore discografico statunitense.

## Biografia
Ex membro della crew D12, lavora con Eminem al suo primo LP Infinite e appare sui dischi The Marshall Mathers LP e The Eminem Show in veste di MC insieme alla formazione completa dei D12 nelle canzoni Under the Influence e When The Music Stops. Inoltre sempre per la Shady Records produce il brano Spread Yo Shit sul disco Cheers di Obie Trice dove compare anche come rapper. Con il suo vero nome Denaun Porter lavora sporadicamente anche per Method Man producendo il brano Elements sul disco Tical 2000: Judgement Day in cui appaiono anche i rapper Star & Polite.
Porter tornerà a collaborare con Method Man sul disco Tical 0: The Prequel, dove produrrà due pezzi. Il primo è We Some Dogs dove Denaun canta il ritornello, su questo brano oltre a Method Man appaiono anche Redman e Snoop Dogg. Nello stesso disco produce il brano Crooked Letter I dove Method Man e Streetlife si destreggiano con le rime mentre Kon Artis canta il ritornello.e più recentemente ancora in Let's Ride dell'album 4:21...The Day After di Method Man

Kon Artis ha un ruolo cardine nei D12, lavora alla produzione di quasi metà dei pezzi del disco Devil's Night (ma la maggioranza delle canzoni vengono prodotte da Eminem) e partecipa in quasi tutte le canzoni dei Dirty Dozen, spesso in esilaranti botta e risposta con l'amico Kuniva.
Il 24 marzo 2012 Mr. Porter annuncia il suo ritiro dal gruppo D12, per intraprendere una carriera da solista.

## Curiosità
- Dopo la morte di Proof, membro fondatore dei D12, è Kon Artis ad accompagnare Eminem sul palco per i suoi live.

## Discografia con i D12
- 1997 - The Underground EP
- 2001 - Devil's Night
- 2004 - D12 World
- 2007 - The Ambition
- 2008 - Return of the Dozen Vol.1